# Androdeloscia valdezi
Androdeloscia valdezi är en kräftdjursart som beskrevs av Klaus Ulrich Leistikow 2000C. Androdeloscia valdezi ingår i släktet Androdeloscia och familjen Philosciidae. Inga underarter finns listade i Catalogue of Life.